# Eberhard Schröder
Eberhard Fritz Schröder (* 18. November 1933 in Hannover; † 31. März oder 1. April 1974 in München) war ein deutscher Filmregisseur, Regieassistent, Kostümbildner und Filmarchitekt.

## Leben
Eberhard Schröder begann seine filmische Laufbahn 1959 als Regieassistent von Kurt Hoffmann und diente diesem Regisseur bei seinen Inszenierungen von Das schöne Abenteuer bis Schneewittchen und die sieben Gaukler. Anschließend assistierte Schröder bei der Komödie Zwei Whisky und ein Sofa mit Maria Schell und einigen Abenteuerfilmen von Wolf C. Hartwigs Rapid-Film, darunter Weiße Fracht für Hongkong (1964) und Die letzten Drei der Albatros (1965). Zwischendurch gab er 1963 bei einer Fernsehproduktion sein Regiedebüt. Bei Adolf Wohlbrücks letztem Auftritt vor der Kamera, dem Fernsehfilm Robert und Elisabeth, führte Eberhard Schröder ebenfalls Regie. Für einen weiteren Hoffmann-Film, Herrliche Zeiten im Spessart, kehrte Schröder 1967 zur Regieassistenz zurück.
1969 ermöglichte Schröders alter Arbeitgeber Hartwig ihm seine erste Kinofilmregie. Das Resultat, der sich auf eine Maupassant-Vorlage berufende Erotikfilm Madame und ihre Nichte mit der Deutschen Ruth Maria Kubitschek und der Italienerin Edwige Fenech in den weiblichen Hauptrollen, wurde jedoch von der Kritik verrissen. Schröder musste sich daraufhin in den kommenden zwei Jahren erneut als Regieassistent bzw. als Kostüm- und Szenenbildner (Wenn du bei mir bist, Schulmädchen-Report, Tante Trude aus Buxtehude, Die tollen Tanten schlagen zu) verdingen.
Ab 1971 erhielt er vom Produzenten Horst Hächler Angebote, als Regisseur von Erotikfilmen (Hausfrauen-Report-Reihe, Schüler-Report, Die Klosterschülerinnen, Matratzen-Tango und anderes) zu arbeiten. 1973 ergab sich für Schröder eine außergewöhnliche Chance, als Franz Seitz ihm anbot, die Regie bei der Malpass-Umsetzung Als Mutter streikte zu übernehmen.
Auch dieser Schröder-Film erhielt jedoch schlechte Kritiken. Bemängelt wurde vor allem Schröders angeblich schwache Regieleistung; zudem floppte Als Mutter streikte auch noch an der Kinokasse. Daraufhin nahm sich Eberhard Schröder das Leben. Die Totenbeschau stellte Schröders Ableben für die Zeit zwischen dem 31. März 1974, 15 Uhr, und dem 1. April 1974 9 Uhr fest.

## Filmografie
Regie
- 1963: Das Unbrauchbare an Anna Winters (TV)
- 1966: Robert und Elisabeth (TV)
- 1969: Madame und ihre Nichte
- 1971: Paragraph 218 – Wir haben abgetrieben, Herr Staatsanwalt
- 1971: Schüler-Report
- 1971–73: Hausfrauen-Report, vier Teile
- 1972: Die Klosterschülerinnen
- 1972: Massagesalon der jungen Mädchen (Massage Parlour)
- 1973: Matratzen-Tango
- 1973: Junge Mädchen mögen’s heiß, Hausfrauen noch heißer
- 1973: Als Mutter streikte

Regieassistenz
- 1959: Das schöne Abenteuer
- 1960: Lampenfieber
- 1960: Das Spukschloß im Spessart
- 1961: Die Ehe des Herrn Mississippi
- 1961: Mörderspiel
- 1961: Freddy und der Millionär
- 1962: Schneewittchen und die sieben Gaukler
- 1963: Zwei Whisky und ein Sofa
- 1964: Weiße Fracht für Hongkong
- 1964: Die Diamantenhölle am Mekong
- 1964: Das Geheimnis der chinesischen Nelke
- 1965: Der Fluch des schwarzen Rubin
- 1965: Das Geheimnis der drei Dschunken
- 1965: Die letzten Drei der Albatros
- 1967: Herrliche Zeiten im Spessart
- 1968: Der Turm der verbotenen Liebe
- 1970: Frau Wirtin bläst auch gern Trompete

Bauten / Kostüme / Ausstattung
- 1970: Wenn du bei mir bist (Bauten/Kostüme)
- 1970: Schulmädchen-Report (Bauten/Kostüme)
- 1971: Tante Trude aus Buxtehude (Ausstattung)
- 1971: Die tollen Tanten schlagen zu (Ausstattung)